# Bisdom Lubbock
Het bisdom Lubbock (Latijn: Dioecesis Lubbokensis) is een rooms-katholiek bisdom met als zetel Lubbock, in de Amerikaanse staat Texas. Het bisdom is suffragaan aan het aartsbisdom San Antonio. 

## Geschiedenis
Het bisdom werd opgericht op 25 maart 1983, uit delen van de bisdommen Amarillo en San Angelo.  

## Parochies
Het bisdom had in 2021 een oppervlakte van 60.532 km2 en telde 496.000 inwoners waarvan 27,7% rooms-katholiek was.

## Bisschoppen
- Michael Jarboe Sheehan (25 maart 1983 - 6 april 1993)
- Plácido Rodríguez (5 april 1994 - 27 september 2016)
- Robert Milner Coerver (27 september 2016 - heden)

## Galerij van afbeeldingen

Wapen van het bisdom
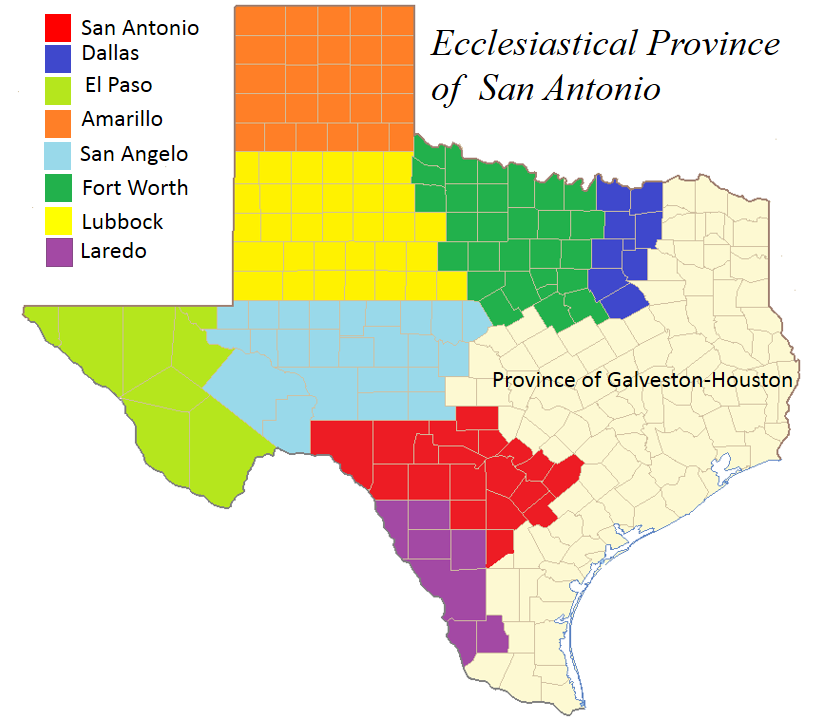
Kerkprovincie met aartsbisdom en suffragane bisdommen
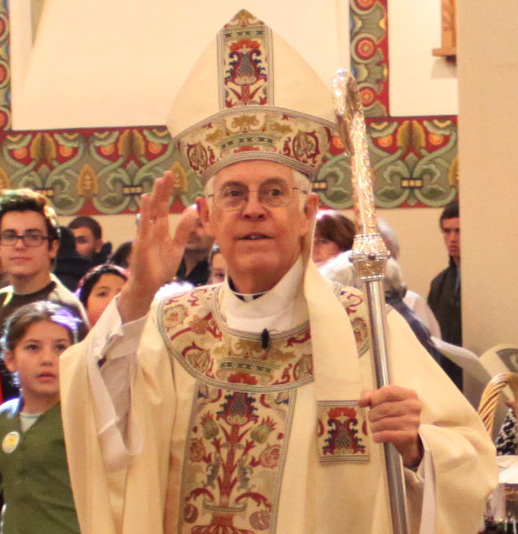
Bisschop Michael Jarboe Sheehan (1983-1993)

San Antonio (aartsbisdom) · Amarillo · Dallas · El Paso · Fort Worth · Laredo · Lubbock · San Angelo